# Дом Сан-Хосе (Рокетес)
Дом Сан-Хосе (кат. Casa de Sant Josep) — архитектурный ансамбль Рокетес (Баш-Эбре), включенный в архитектурное наследие Каталонии.

## Описание
Это набор религиозных построек, предназначенных для проживания иезуитов. План этажа имеет форму буквы П для главного здания (прямоугольное центральное тело и два корпуса по сторонам) и здания под названием «Иберика», также прямоугольного в плане, с дополнительным корпусом в середине и ещё одним корпусом с другой стороны.
Здания окружены сосновыми лесами и полями с плодовыми деревьями. Они трёхэтажные, большинство из них завершаются двускатной или плоской крышами.
Первый этаж сооружён с чередованием каменной кладки и кирпича, при сооружении второго и третьего этажа преобладает кирпич (П-образное здание). Здание «Иберика» полностью построено с использованием каменной кладки, кирпич используется только для обозначения регистров разных этажей и для обрамления дверей и окон.
В интерьере сохранились 80 комнат для студентов.

## История
Изначально здание было построено как дом для духовных упражнений, а так же для учеников Высшей школы иезуитов Раваль-де-Хесус и функционировал так до 1914 года.
Здание «Иберика» носит это название, потому что именно здесь впервые на свет вышел журнал «Иберика» (издаваемый в Барселоне), так и Обсерватория дель-Эбре и Химический институт.
В 1915 году студенты философского колледжа Иисуса переехали в Рокетес и проживали здесь до 1917 года.
С 1917 по 1932 год здание выполняло функцию школы для будущих послушников. Затем, примерно в 1940—1940[уточнить] годах, после восстановления некоторых частей, школа воззобновила свою работу и расширила свои возможности. Появилась возможность мирского обучения.
Во время Гражданской войны в Испании, здание было занято войсками Интернациональных бригад.